# رافاييل نونيث (سياسي)
رافاييل وينثيسلاو نونيث موليدو (بالإسبانية: Rafael Wenceslao Núñez Moledo) سياسي وكاتب كولومبي، وُلد في كولومبيا الكبرى عام 1825. شغل نونيث في العديد من المرات منصب رئاسة كولومبيا، في بادئ الأمر مع الولايات المتحدة الكولومبية من عام 1880 حتى عام 1882، ومن عام 1884 حتى عام 1886؛ بينما جمهورية كولومبيا في الفترة من 1887 حتى عام 1892 ومن عام 1892 حتى عام 1894. قاد حركة التجديد، والتي أدت بنهاية المطاف إلى القضاء على النظام الفيدرالي للولايات المتحدة الكولومبية، وأصدر دستور كولومبيا لعام 1886، وكان مؤلف نشيد كولومبيا الوطني، الذي اعتمد رسميًا عام 1920.

## سيرته الذاتية
وُلد نونيث في كارتاخينا دي إندياس، كولومبيا الكبرى في 28 سبتمبر 1825. وتُوفي في المدينة ذاتها في 18 سبتمبر 1894.

## وصلات خارجية
- رافاييل نونيث على موقع الموسوعة البريطانية (الإنجليزية)
- رافاييل نونيث على موقع ميوزك برينز (الإنجليزية)